# دولت‌آباد (طبس)
دولت آباد ، روستایی است از توابع بخش مرکزی شهرستان طبس استان خراسان جنوبی ایران.

## جمعیت
این روستا در دهستان گلشن قرار داشته و بر اساس سرشماری سال ۱۳۸۵ جمعیت آن ۵۶ نفر (۱۴ خانوار) بوده‌است.